# Cuphea melvilla
Espèce
Synonymes
- Cuphea elegans Klotzsch ex Koehne in C.F.P.von Martius & auct. suc. (eds.), Fl. Bras. 13(2): 301 (1877), pro syn.
- Cuphea melvillei Lem. in Hort. Vanhoutt. 1(2): 38 (1846), orth. var.
- Cuphea penicillaria Pohl ex Koehne in C.F.P.von Martius & auct. suc. (eds.), Fl. Bras. 13(2): 301 (1877), pro syn.
- Cuphea speciosa (A.Anderson ex Raf.) Kuntze in Revis. Gen. Pl. 3(2): 96 (1898), nom. illeg.
- Melvilla speciosa A.Anderson ex Raf. in Sylva Tellur.: 102 (1838)

Cuphea melvilla, la cigarrinha en portugais, est une espèce de plantes à fleurs de la famille des Lythraceae originaire d'Amérique du Sud. C'est une plante ornementale cultivée partout dans le monde.

## Répartition
L'espèce est trouvée en Amérique du Sud : nord-est de l'Argentine, Bolivie, Brésil, Colombie, Équateur, Guyana, Guyane, Paraguay, Pérou et Venezuela.

### Publication originale
- (en) Lindley J., 1824. Botanical Register; Consisting of Coloured Figures of Exotic Plants Cultivated in British Gardens; with their History and Mode of Treatment. London 10: t. 852.